# Гелла, Тамара Николаевна
Тама́ра Никола́евна Ге́лла (род. 5 декабря 1953, Орёл, СССР) — советский и российский историк, доктор исторических наук, профессор. Декан исторического факультета Орловского государственного университета (с 2012 по 2019), заведующая кафедрой всеобщей истории. Автор большого количества научных публикаций, главным образом, по истории Великобритании. Председатель Орловского отделения «Российского общества интеллектуальной истории» РАН. Почётный работник высшего профессионального образования Российской Федерации.

## Биография
Тамара Николаевна Гелла родилась в Орле, в семье военного лётчика, подполковника авиации, участника Великой Отечественной войны. После окончания школы поступила на историко-английский факультет Орловского государственного педагогического института (ОГПИ; нынешний ОГУ). По завершении обучения в университете больше трёх лет преподавала в школе, затем на историческом факультете ОГПИ. Окончила аспирантуру Института всеобщей истории (ИВИ) РАН СССР в Москве, где защитила кандидатскую диссертацию «Империалистическое течение в Английской либеральной партии 1895—1905 гг.». Затем вернулась в Орёл, продолжила работу на кафедре истории. В 1992 году поступила в докторантуру при ИВИ РАН, защитила докторскую диссертацию «Либеральная партия Великобритании и Британская империя в последней трети XIX в.: идеология и политика». В 2003 году встала во главе кафедры всеобщей истории исторического факультета ОГУ. В 2012 году сменила С. Т. Минакова на посту декана исторического факультета ОГУ.
Тамара Николаевна Гелла трижды — в 2007, 2008 и 2009 годах — выигрывала конкурсы Российского гуманитарного научного фонда (РГНФ) на получение грантов. Принимала участие в международных научных конференциях в Великобритании, Франции, Германии, Италии, Швеции, Ирландии, Словакии, Словении, Румынии, Турции.